# Michelle Fairley
Michelle Fairley (Coleraine, 17 de janeiro de 1964) é uma atriz norte-irlandesa. É conhecida por interpretar Catelyn Stark na série de televisão Game of Thrones da HBO.
Fairley nasceu em Coleraine, Condado de Derry, na Irlanda do Norte. Ela já apareceu em um grande número de séries de televisão britânica, incluindo Holby City e Suits.
Ela interpretou a Sra. Granger, a mãe de Hermione Granger no filme Harry Potter and the Deathly Hallows – Part 1 (2010). Em 2011, ela começou a trabalhar na série de televisão Game of Thrones da HBO, como Catelyn Stark. A série é baseada na série de livros A Song of Ice and Fire, escritos por George R. R. Martin. Em 2014, fez Margot Al-Harazi na série 24 Horas. Atualmente interpreta a personagem Margaret Langston na série Resurrection.

## Carreira

Michelle Fairley, no papel de Catelyn Stark.

Fairley apareceu em vários programas de televisão britânicos, incluindo The Bill, Holby City e Casualty. Alguns dos seus papéis anteriores eram como Cathy Michaels na ITV1 's Inspector Morse no episódio intitulado 'The Way Through The Woods', e como Nancy Phelan em Lovejoy no episódio 9 da 3ª temporada intitulado 'Fuma seu nariz'.
Ela assumiu o papel da Sra. Granger de Heather Bleasdale (que havia interpretado a Sra. Granger em Câmara Secreta) nos filmes Harry Potter e as Relíquias da Morte. Ela desempenhou o papel de Catelyn Stark na HBO série Game of Thrones, substituindo Jennifer Ehle que interpretou a personagem no episódio piloto original. 
Ela juntou-se ao elenco da série Suits da USA Network para a sua terceira temporada, interpretando o papel recorrente de Ava Hessington.
Em 2017, foi anunciado que Fairley apareceria em um revival da peça Road, de Jim Cartwright, no Royal Court Theatre. Em 2018, ela interpretou Cassius em Julius Caesar no Bridge Theatre, ao lado de David Calder , David Morrissey e Ben Whishaw. Em junho de 2020, o trabalho mais recente de Michelle Fairley lançado é o seu papel como Marian Wallace na nova série Sky Atlantic, Gangs of London.

## Vida pessoal
Fairley nasceu em Coleraine, filho de Brian e Teresa Fairley, e é a segunda filha mais velha de seis filhos. O seu pai era uma pessoa muito popular, dono do Fairley's Bar e de várias lojas sem licença, na Irlanda do Norte durante The Troubles, mas Michelle lembra-se de católicos e protestantes que frequentavam o pub. Fairley vive em Londres desde 1986 e mantém um perfil "afastado" do público. Ela disse numa entrevista ao The Telegraph em 2015, que tomou a decisão de separar-se do seu namorado em 2012. Desde então, Fairley não teve parceiros conhecidos. Michelle disse, na mesma entrevista, que "perdeu o gene" para a maternidade. Ela nunca teve o desejo de ter filhos como alguns dos seus irmãos.
Embora Fairley tenha trabalhado em vários projetos americanos no passado, ela não ama Hollywood e os cinemas do West End continuam a ser a sua casa. Ela disse que a televisão e os filmes a desafiam de uma maneira diferente e fazem-na "usar um músculo diferente", mas o teatro é onde ela sente que o seu melhor trabalho é feito, onde ela começou a sua carreira e onde ela espera "terminar".